# Союз писателей Эстонии
Союз писателей Эстонии (эст. Eesti kirjanike liit) — профессиональный союз эстонских писателей, литературных критиков и переводчиков.

## История
Эстонский союз писателей был основан 8 октября 1922 года, на проводившимся в Таллиннский ратуше третьем конгрессе эстонских писателей. На тот момент союз насчитывал 33 члена этой организации. Юридически, до 1927 года, местом расположения союза являлся город Таллин, позже им стал Тарту. Организация занималась поиском возможностей и средств для издания творческих трудов писателей-членов союза. 27 апреля 1923 года организацией был издан первый номер литературного журнала Looming (рус. Творчество).
После вхождения Эстонии в состав СССР, 19 октября 1940 года Эстонский союз писателей был ликвидирован. Вместо прежнего союза началась подготовка к созданию новой организации. В итоге, на проходившей в Москве 8-9 октября 1943 года конференции, был учреждён Союз советских писателей Эстонии. Данное имя союз носил до 1958 года, после чего был переименован в Союз писателей Эстонской ССР. Полученное именование организация носила вплоть до конца советской эпохи.
Во время немецкой оккупации Эстонии 1941—1944 гг, в правление союза писателей входило 3 действующих члена организации, во главе которой стоял Альберт Кивикас. В 1943 году Эстонскому союзу писателей, как аполитичной организации, было разрешено восстановить свою прежнюю деятельность. Председателем союза был выбран Густав Суйтс.
В 1945 году в Стокгольме, по инициативе бежавших в Швецию от советской власти эстонских писателей, был основан Зарубежный союз писателей Эстонии, председателями которого в разные годы были Аугуст Мялк (1945—1982), Калью Лепик (1982—1999) и Энн Ныу (1999—2000).
В 1991 году организация обрела своё прежнее название. В октябре 2000 года Зарубежный союз писателей Эстонии был распущен, а его действующие члены в полном составе вошли в единый союз на родине. По состоянию на 31 марта 2012 года в Эстонский союз писателей входит 300 человек, часть которых действует в Эстонии, часть за рубежом.

## Председатели

### Союз писателей Эстонии
- 1922—1923 Фридеберт Туглас
- 1923—1924 Карл Аст
- 1924—1925 Эдуард Хубель
- 1925—1927 Фридеберт Туглас
- 1927—1929 Виснапуу Хенрик
- 1929—1930 Фридеберт Туглас
- 1930—1936 Эдуард Хубель
- 1937—1939 Фридеберт Туглас
- 1939—1940 Аугуст Якобсон
- 1941—1943 Альберт Кивикас
- 1943—1944 Густав Суйтс

### Зарубежный союз писателей Эстонии
- 1900—1987 Аугуст Мялк
- 1982—1999 Калью Лепик
- 1999—2000 Энн Ныу

### Союз Советских писателей Эстонии и Союз писателей Эстонской ССР
- 1943—1944 Йоханнес Барбарус
- 1944—1946 Аугуст Якобсон
- 1946—1950 Иоганнес Семпер
- 1950—1954 Аугуст Якобсон
- 1954—1971 Юхан Смуул
- 1971—1976 Владимир Беэкман
- 1976—1983 Пауль Куусберг
- 1983—1991 Владимир Беэкман

### Союз писателей Эстонии
- 1991—1995 Владимир Беэкман
- 1995—2004 Мати Сиркель
- 2004—2007 Ян Каус
- 2007—2016 Карл Мартин Синиярв
- 2016— Тийт Алексеев